# Schriftstudies

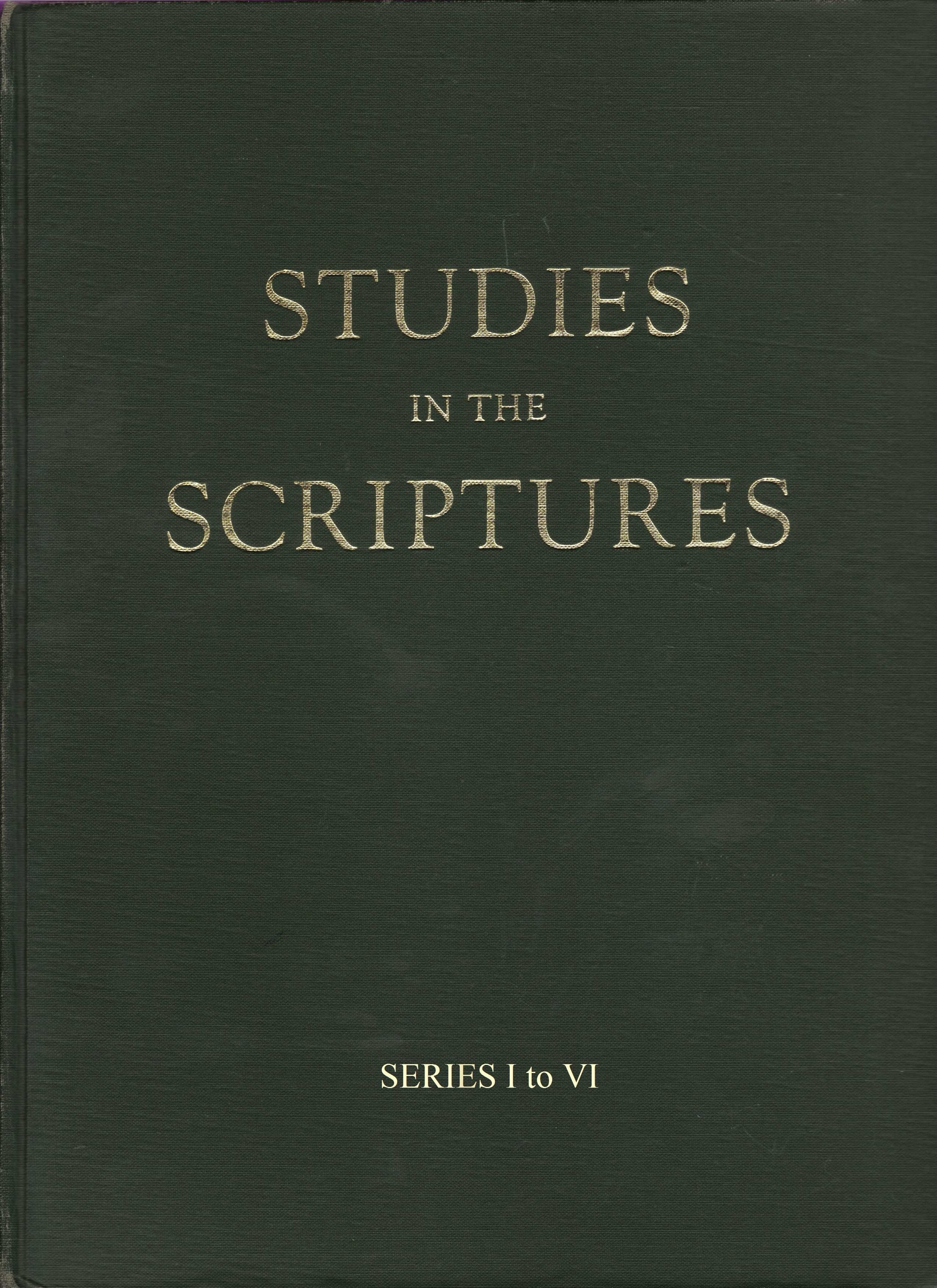
"Studies in the Scriptures" (heruitgave van 6 delen in één band)

De Schriftstudies (Engels: Studies in the Scriptures) is een zevendelige serie van Bijbelverklarende werken. De serie werd oorspronkelijk gepubliceerd als Millennial Dawn ("Dageraad van het Millennium"). De eerste zes delen werden geschreven door Charles Taze Russell. Deel zeven (The Finished Mystery) werd als postuum werk van Russell gepresenteerd, maar werd door C.J. Woodworth geschreven.
De wijze waarop publicatie van het laatste deel door het Wachttoren-, Bijbel- en Traktaatgenootschap tot stand kwam, was een belangrijke aanleiding voor de schisma's binnen de Bijbelonderzoekers die daarop volgden. De beweging viel uiteen, waaruit onder andere de Jehova's getuigen ontstonden.
Bij de Jehova's getuigen wordt de serie sinds 1927 niet meer gebruikt, omdat de opvattingen erin niet meer als "de waarheid" worden beschouwd maar als verouderd. De eerste zes delen vormen nog altijd een belangrijke religieuze bron voor de Vrije Bijbelonderzoekers.

## Auteur en doel
Charles Taze Russell schreef de werken vooral voor zijn aanhangers om bij hun Bijbelstudie te gebruiken. Aangezien de Bijbel niet op onderwerp is geschreven, heeft hij zijn Schriftstudies zo opgezet dat elk volgens hem belangrijk thema van de Bijbel in een hoofdstuk wordt weergegeven. Op deze wijze is het gezochte thema eenvoudig en snel te vinden. Om die reden is ook in elk deel een index van Bijbelverzen opgenomen die verwijst naar de pagina waarop het vers wordt verklaard.
Hoewel Russell ooit beweerde dat iemand die alleen de Bijbel las - en niet zijn Schriftstudies - binnen twee jaar in de duisternis zou vertoeven, beweren de Vrije Bijbelonderzoekers dat zij ver staan van het idee dat de Schriftstudies de Bijbel zouden kunnen vervangen. Op een andere plaats verklaarde Russell dat hij "geen aanspraak op geestelijke superioriteit, nog op het bezit van bovennatuurlijke kracht, wijsheid of gezag maakt". "Ook werden hem de waarheden niet door dromen of visioenen ingegeven, maar werden geleidelijk ontvouwen, door studie en gebed." Hij bezag zijn werk als het bijeenbrengen van "waarheidsfragmenten" die gedurende lange tijd waren verstrooid en het beschikbaar stellen aan "de kinderen van God".

## Delen en inhoud
De serie heeft het 'goddelijk plan der eeuwen' als thema en bestaat uit de delen:
1. Het goddelijke plan der eeuwen (1886): Dit deel heeft als doel het 'goddelijke plan' te verklaren. Het opent door de lezer het geloof in God te bevestigen en aan de Bijbel als de goddelijke openbaring.
2. De tijd is nabij (1889): Biedt een Bijbelse chronologie. Het behandelt de aard van de wederkomst van Jezus, de zondige mens, de antichrist, het grootste jubeljaar voor de aarde en het koninkrijk van God.
3. Uw koninkrijk kome (1891): Dit deel beschrijft de profetieën die op de eindtijd en de oprichting van het duizendjarig koninkrijk betrekking hebben, de voltooiing van de oogst, het herstel van goddelijke gunst voor Israël en bevat het grootste aandeel piramidologische passages.
4. De dag van oordeel (1897), later hernoemd tot De oorlog van Armageddon : Hierin wordt betoogd dat de ontbinding van het huidige samenstel van de dingen is begonnen en dat alle voorgestelde bronnen voor vertrouwen en hulp waardeloos zijn, niet geschikt om het voorspelde einde af te wentelen. Veel profetieën worden toegepast op het eind van het huidige tijdperk.
5. De verzoening van de mens met God (1899): Behandelt het "loskoopoffer", een voor Vrije Bijbelonderzoekers en Jehova's getuigen belangrijk thema, dat zij zelfs beschouwen als het centrale thema van de christelijke leer, waar alle delen van het voornemen van goddelijke gunst om draaien.
6. De nieuwe schepping (1904): Behandelt het scheppingsverhaal en de Kerk als Gods nieuwe schepping. Het beschouwt de voorrechten, plichten, gebruiken en hoop van de geroepenen en uitverkorenen leden van het lichaam van Christus.
7. Het voltooide mysterie (1917): Behandelt de Bijbelboeken Ezechiël en Openbaring. Werd als postuum werk van Charles Taze Russell gepubliceerd, maar werd feitelijk geschreven door C.J. Woodworth en wijkt op veel onderdelen af van het gedachtegoed van Russell. Jehova's getuigen beschouwen dit deel als onderdeel van de serie Schriftstudies, de Bijbelonderzoekers niet en zij gebruiken het deel dan ook niet.

## Edities
Er zijn verschillende gewijzigde edities verschenen. Deel 2, waarin uitgebreid over 1914 wordt gesproken, werd in drie verschillende versies uitgegeven: (a) een vooroorlogse uitgave, (b) een naoorlogse uitgave en (c) de laatste herdruk van 1926. Een voorbeeld van de tekstuele verschillen:
- (a) op pag. 214: "de Jood zal vóór 1914 niet in de volledige positie van genade zijn teruggekeerd."
- (b) op pag. 210: "de Jood zal echter pas na 1918 in de volledige positie van genade zijn teruggekeerd."
- (c) op pag. 212: "de Jood zal echter pas na 1915 in de volledige positie van genade zijn teruggekeerd."

Zoals te zien is, verschilt ook de paginanummering. Het is dan ook niet eenvoudig om een verwijzing naar een citaat uit een van deze delen in een andere uitgave te vinden. Daarom geven sommige historici bij het citeren uit de Schriftstudies als referentie niet alleen de pagina in kwestie, maar ook de editie en de pagina waarop betreffend hoofdstuk begint.
In deel 3 is Russells analyse van lengtemetingen van de piramide van Cheops in Egypte een onderscheidend kenmerk. Hij interpreteerde de lengte van een bepaalde gang in deze piramide als een profetische tijdsindicator: de 3416 inch vertegenwoordigden volgens Russell hetzelfde aantal jaren. Hij rekende vanaf het jaar 1542 v.Chr. en kwam daarmee uit op 1874 als het begin van de Grote Verdrukking. In de edities van na 1914 werd dit herzien: de oogst begon pas in 1874, terwijl de grote verdrukking pas in 1914/15 begon. En de lengte van de genoemde gang werd nu gegeven als 3457 inch - 41 inch langer. De overige tekst bleef ongewijzigd, net als de verwijzing naar Russells informatiebron (The Great Pyramid: Its Secrets and Mysteries Revealed van piramidoloog Charles Piazzi Smyth).

## Beschouwingswijze en theologie
De serie bevat veel directe citaten uit de Bijbel en voorziet deze van commentaren en verklaringen. Hierbij wordt verwezen naar de manier waarop Jezus het Oude Testament verklaarde. Hij deed dit door er delen uit te citeren en deze van aanvullende verklaringen te voorzien. Op soortgelijke wijze geven de Schriftstudies commentaar op de gedachten en leer van Jezus uitspraken en de apostelen. De Vrije Bijbelonderzoekers twijfelen niet aan de betrouwbaarheid van de inhoud en beschouwen de inhoud volledig trouw en loyaal aan de Bijbel.
De serie Schriftstudies is sterk eschatologisch van aard en gebruikt de term "eindtijd" en "het einde (van zelfbestuur) der tijden der heidenen" als synoniemen. Theologisch wordt nadrukkelijk gesteld dat de eindtijd ook een "oogsttijd" zou zijn (Matteüs 13:39). In deze "oogst" zal de Heer tegenwoordig zijn als bijeenbrenger, waarbij "de tarwe van het onkruid wordt gescheiden". Jezus Christus zal bij zijn parousia (de term wordt vertaald met 'tegenwoordigheid' in plaats van 'komst') waarheden aan het licht brengen en "voedsel te rechter tijd" verschaffen (Matteüs 24:45-47). Zo worden de "kinderen van God" gezegend met de onthulling van geestelijke dingen.
De Vrije Bijbelonderzoekers beklemtonen dat - net als Bijbelteksten in hun context bestudeerd moeten worden - ook de Schriftstudies in onderling verband moeten worden gelezen. Indien passages uit de serie uit deze samenhang worden genomen, zal het tot misverstanden leiden zowel binnen als buiten de Kerk.